# Serwer aplikacji
Serwer aplikacji może odnosić się do:
1. serwer w sieci komputerowej, oferujący swoje programy, w szczególności aplikacje użytkowe, do wykorzystania przez użytkowników zdalnych;
2. program komputerowy działający na zdalnej maszynie obsługujący żądania kierowane do aplikacji, do której dostęp zapewnia. Użytkownik łączy się za pośrednictwem np. przeglądarki internetowej, kieruje żądanie do wybranej aplikacji, a całość operacji odbywa się po stronie komputera należącego do organizacji, która udostępnia daną aplikację;
3. zintegrowane środowisko programistyczne lub pakiet programów wspierający programistę przy tworzeniu aplikacji użytkowych. Umożliwia oddzielenie logiki biznesowej od usług dostarczanych przez producenta platformy (bezpieczeństwo, zarządzanie transakcjami, skalowalność, czy też dostęp do baz danych). Do serwerów aplikacji należą m.in.: JBoss, Oracle WebLogic, IBM WebSphere, JLupin Next Server  oraz platforma .NET Microsoftu.[potrzebny przypis]